# Cosmoscarta trichodias
Cosmoscarta trichodias är en insektsart som beskrevs av Jacobi 1902. Cosmoscarta trichodias ingår i släktet Cosmoscarta och familjen spottstritar. Inga underarter finns listade i Catalogue of Life.